# Kunmadaras
Kunmadaras é uma vila da Hungria, situada no condado de Jász-Nagykun-Szolnok. Tem 153,55 km² de área e sua população em 2019 foi estimada em 5.306 habitantes.